# Moderne Sage
Eine moderne Sage, auch moderner Mythos, Großstadtlegende, urbane Legende (englisch: urban legend, urban myth, urban tale, contemporary legend), verwandt mit Ammenmärchen und Schauermärchen, ist eine skurrile Anekdote, die mündlich, per E-Mail oder über soziale Netzwerke (oft als Fake News oder Hoax) weitergegeben wird und deren Quelle sich in aller Regel nicht zurückverfolgen lässt. In seltenen Fällen wird sie auch, bedingt durch unzureichende Recherche, als Nachricht in Medien verbreitet (Zeitungsente).
Die Protagonisten einer modernen Sage sind meist nicht namentlich bekannt. Oft wird berichtet, die jeweilige Geschichte sei dem Freund eines glaubwürdigen Bekannten passiert. Daher stammt die englische Bezeichnung „FOAF tales“: „friend of a friend tales“.

## Begriff
Der Begriff Moderne Sage wurde unter anderem von Rolf Wilhelm Brednich als Bezeichnung für ein Phänomen eingeführt, das zuvor im englischsprachigen Raum von Linda Dégh und Jan Harold Brunvand im Rahmen volkskundlicher Erzählforschung untersucht worden war. Brunvand hatte dafür den Ausdruck Urban Legend (Städtische Sage) verwendet, um diesen Typus von Erzählungen von den klassischen Erzählformen abzugrenzen, die im eher ländlichen Milieu angesiedelt waren. In seinem 1981 erschienenen Buch The Vanishing Hitchhiker: American Urban Legends & Their Meanings (Der verschwundene Anhalter: Amerikanische Großstadtlegenden und deren Bedeutung) benutzte er eine Sammlung dieser Geschichten, um zwei Thesen zu stützen:
1. Sagen, Legenden, Mythen und Folklore kommen nicht nur bei sogenannten primitiven oder traditionellen Gesellschaften vor, und
2. durch das Untersuchen solcher Sagen kann man viel über urbane und moderne Kultur lernen.

Der oft verwendete Begriff Mythos kann missverstanden werden („Mythen“ im Sinne der Mythenforschung des 18. und 19. Jahrhunderts sind Erzählungen von Menschen und Göttern). In den meisten „Urbanen Mythen“ spielt Göttliches bzw. spielen Götter keine Rolle. Es geht vielmehr um Vorurteile und Angst auslösende Erfahrungen, die innerhalb einer sozialen Gruppe typisch oder zentral sind und die durch eine Einbettung in Erzählungen mit Wahrheitsanspruch bewältigbar gemacht werden sollen. Insofern sind moderne Sagen strukturverwandt mit Verschwörungstheorien: Beide tragen zur psychischen Entlastung und zur Lebensbewältigung bei, indem sie unbegreifliche Vorgänge, Angst vor dem Fremden, Ohnmachts- und Fremdbestimmtheitswahrnehmungen in einen Orientierungsrahmen einpassen und ihnen so einen Sinn geben.
In der modernen Erzählforschung bevorzugt man den Ausdruck „Sage“, weil die modernen wie auch die traditionellen Sagen (im Gegensatz zum Beispiel zum Märchen) einen Wahrheitsanspruch stellen. Alternativ dazu haben sich weitere Bezeichnungen etabliert, die zum Teil das Phänomen der Tradierung solcher Sagen mit in den Blick nehmen. Neben dem erwähnten FOAF ist das auch nasty legends („fiese Sagen“); dieser Begriff nimmt Bezug auf den oft brutalen, schwarzhumorigen Aspekt moderner Sagen.

## Beispiele
- Eine oft kolportierte urbane Legende lautet, dass in angesehenen Restaurants das Probieren vom Teller des Partners bestraft würde, indem ein Zettel mit dem Text „Bitte kommen Sie nicht wieder!“ überreicht würde.[2][3][4]
- Die Geschichte von einem Mann auf einer Geschäftsreise, der von einer Frau verführt wurde und am nächsten Morgen aufwachte und bemerkte, dass eine seiner Nieren mittels Operation entfernt wurde.[5][6]
- Die Geschichte, dass die NASA für eine Million US-Dollar einen speziellen Kugelschreiber namens Space Pen entwickeln ließ, der auch im Weltall unter den Bedingungen der Schwerelosigkeit zuverlässig funktioniert, während die Sowjetunion der Einfachheit halber einen Bleistift benutzte. Der Kugelschreiber existiert zwar und wurde auch von der NASA benutzt, aber sie hat die Entwicklung nicht in Auftrag gegeben. Auch die Sowjetunion hat ihn eingesetzt und vorher Fettstifte verwendet.[7][8]
- Das Krokodil im Abwassersystem von New York brachte es zu einigen Kinderbüchern und Verfilmungen wie z. B. Der Horror-Alligator (1980).
- Es soll in den USA Menschen gegeben haben, die zu Halloween Äpfel, in denen Rasierklingen versteckt waren, oder mit Schad- oder Giftstoffen versetzte Süßigkeiten an kleine Kinder verteilten, siehe Vergiftete Süßigkeiten zu Halloween.
- Menschen würden absichtlich mittels „AIDS-Spritzen“ mit dem HI-Virus infiziert und erhielten darauf einen Zettel mit der Aufschrift „Willkommen im Klub“.[9]
- Die Selbstentzündung von Menschen.
- Angeblich hätte sich das Unternehmen Apple 1976 beim Design seines Logos, eines angebissenen Apfels, vom Tod des Computerpioniers Alan Turing inspirieren lassen. Dieser vollzog 1954 mittels eines vergifteten Apfels seinen Suizid. Diese Geschichte wurde von dem Apple-Gründer Steve Jobs dementiert.[10] Der damalige Logo-Designer Rob Janoff hat die Geschichte als wonderful urban legend bezeichnet.[11]
- Jemand habe einen gefundenen Geldbeutel beim Besitzer abgeliefert und von diesem, einer arabisch aussehenden Person, den „Tipp“ bekommen, in den nächsten Tagen nicht auf den Weihnachtsmarkt, das Oktoberfest etc. zu gehen, da dort „etwas passieren würde“.[12]
- In der Volksrepublik Polen verbreitete sich die Story vom „schwarzen Wolga“, einem Auto, dessen Fahrer kleine Kinder entführt, um deren Organe zu entnehmen. Eine ähnliche Geschichte ist ebenfalls in Rumänien mit einem „schwarzen Krankenwagen“ bekannt.[13]

## Institutionen und Personen
Es gibt eine vielbesuchte englischsprachige Usenet-Newsgroup namens news:alt.folklore.urban (deutscher Ableger: news:de.alt.folklore.urban-legends), in der über diese Geschichten diskutiert wird. Die FAQ dieser Newsgroup fasst zusammen, welche der Geschichten wahr sind und welche nicht, sofern dies feststellbar ist.
Eine andere Quelle ist Virus Myths, die jedes Jahr einige Geschichten als besonders fragwürdig herausstellen. Die Darwin Awards, die eigentlich wahrhaftige Ereignisse auszeichnen wollen, enthielt in der ersten Ausgabe auch moderne Sagen. Auch diverse Vertreter der Skeptikerbewegung setzen sich neben anderem mit einzelnen solchen Themen auseinander, sofern sie ihrem Anspruch auf eine ernsthafte Beleg- oder Widerlegbarkeit hinreichend entsprechen.
Es gibt eine Reihe bekannter Aufdecker urbaner Legenden, die sich durch die Aufklärung verschiedener Legenden einen Namen gemacht haben:
- Christoph Drösser schreibt die Kolumne Stimmt’s? in der Zeit.[14]
- Cecil Adams betreut Straight Dope im Chicago Reader.
- Bengt af Klintberg verfasste das erste in deutscher Sprache erschienene Buch über moderne Sagen.
- Rolf Wilhelm Brednich ist der Autor von Die Spinne in der Yucca-Palme.
- Bernd Harder ist Autor von Das Lexikon der Großstadtmythen.

### Datenbanken
- Snopes.com, Urban Legends Reference Pages (englisch)
- hoax-info.de, Datenbank der TU Berlin über Computer-Viren, die keine sind, sowie andere Falschmeldungen und Gerüchte

### Sonstiges
- Sagen.at